# Seznam měst v Severní Makedonii

Mapa všech měst v Severní Makedonii

Seznam měst v Severní Makedonii zahrnuje celkem 34 měst, které v zemi jsou. Každé město či obec se v makedonštině nazývá grad (град), menší obec pak gratče (гратче). Charakter tohoto správního města, ať už je to město nebo obec, určuje, zda je obec městská nebo venkovská. Toto rozlišení se provádí bez ohledu na velikost města nebo charakter obce jako celku. 
Více než 50 000 obyvatel má 5 měst, 10 000 až 50 000 obyvatel má 15 měst, počet obyvatel menší než 10 000 má 14 měst. Hlavní město Skopje a jeho metropolitní oblast zahrnují přibližně 33 % celkové populace země. Podle sčítání lidu z roku 2002 žilo v městech 59,5 % obyvatel.

## Status města
V Severní Makedonii není rozdíl mezi městem a vesnicí spojen s počtem obyvatel; pojem "město" je otázkou úředního statusu, který byl získán v průběhu historie a v nedávné době na základě správního rozhodnutí. V důsledku toho jsou některá "města" řídce osídlena, zatímco některé "vesnice" mají velký počet obyvatel.

## Seznam měst
| Pořadí | Název v češtině     | Název v makedonštině | Znak | Počet obyvatel (2021) | Region         |
| 1.     | Skopje              | Скопје               |      | 526 502               | Skopský        |
| 2.     | Kumanovo            | Куманово             |      | 75 051                | Severovýchodní |
| 3.     | Bitola              | Битола               |      | 69 287                | Pelagonský     |
| 4.     | Prilep              | Прилеп               |      | 63 308                | Pelagonský     |
| 5.     | Tetovo              | Тетово/Tetovë        |      | 63 176                | Položský       |
| 6.     | Štip                | Штип                 |      | 42 000                | Východní       |
| 7.     | Veles               | Велес                |      | 40 664                | Vardarský      |
| 8.     | Ochrid              | Охрид                |      | 38 818                | Jihozápadní    |
| 9.     | Strumica            | Струмица             |      | 33 825                | Jihovýchodní   |
| 10.    | Gostivar            | Гостивар/Gostivari   |      | 32 814                | Položský       |
| 11.    | Kavadarci           | Кавадарци            |      | 32 038                | Vardarský      |
| 12.    | Kočani              | Кочани               |      | 24 632                | Východní       |
| 13.    | Kičevo              | Кичево               |      | 23 428                | Jihozápadní    |
| 14.    | Gevgelija           | Гевгелија            |      | 15 156                | Jihovýchodní   |
| 15.    | Struga              | Струга/Strugë        |      | 15 009                | Jihozápadní    |
| 16.    | Radoviš             | Радовиш              |      | 14 460                | Jihovýchodní   |
| 17.    | Kriva Palanka       | Крива Паланка        |      | 13 481                | Severovýchodní |
| 18.    | Negotino            | Неготино             |      | 12 488                | Vardarský      |
| 19.    | Debar               | Дебар/Dibër          |      | 11 735                | Jihozápadní    |
| 20.    | Sveti Nikole        | Свети Николе         |      | 11 728                | Východní       |
| 21.    | Probištip           | Пробиштип            |      | 9 760                 | Východní       |
| 22.    | Delčevo             | Делчево              |      | 9 644                 | Východní       |
| 23.    | Vinica              | Виница               |      | 8 584                 | Východní       |
| 24.    | Resen               | Ресен                |      | 7 904                 | Pelagonský     |
| 25.    | Berovo              | Берово               |      | 5 850                 | Východní       |
| 26.    | Kratovo             | Кратово              |      | 5 401                 | Severovýchodní |
| 27.    | Bogdanci            | Богданци             |      | 5 244                 | Jihovýchodní   |
| 28.    | Makedonska Kamenica | Македонска Каменица  |      | 4 368                 | Východní       |
| 29.    | Kruševo             | Крушево              |      | 4 104                 | Pelagonský     |
| 30.    | Valandovo           | Валандово            |      | 3 671                 | Jihovýchodní   |
| 31.    | Makedonski Brod     | Македонски Брод      |      | 3 643                 | Jihovýchodní   |
| 32.    | Demir Kapija        | Демир Капија         |      | 2 643                 | Vardarský      |
| 33.    | Pehčevo             | Пехчево              |      | 2 471                 | Východní       |
| 34.    | Demir Hisar         | Демир Хисар          |      | 2 431                 | Pelagonský     |